# Předseda Poslanecké sněmovny Parlamentu České republiky
Předseda Poslanecké sněmovny Parlamentu České republiky je poslanec, volený člen Poslanecké sněmovny Parlamentu České republiky, z hlediska protokolu třetí ústavní činitel v České republice. Od listopadu 2021 funkci zastává Markéta Pekarová Adamová z TOP 09.
Mezi hlavní úkoly předsedy patří zastupování Poslanecké sněmovny navenek, její řízení a předsedání jejím schůzím, dále pak například řídí společné zasedání obou komor Parlamentu. Až do října 2012 také do jeho rukou skládal nově zvolený prezident přísahu a také do jeho rukou se mohl svého úřadu vzdát, poté tato pravomoc přešla na předsedu Senátu. V případě neobsazeného úřadu prezidenta nebo dočasného zbavení prezidenta pravomocí přebírá předseda Poslanecké sněmovny podstatnou část úkonů prezidenta. 
Disponuje jedním ze sedmi klíčů od dveří do Korunní komory v kapli sv. Václava v katedrále sv. Víta, kde jsou uloženy české korunovační klenoty.

## Charakteristika
Prvním držitelem této funkce byl dramatik, disident a politik Milan Uhde z ODS.
Funkci obvykle obsazuje vítěz voleb do Poslanecké sněmovny a představitel hlavní síly nové sněmovní většiny. Pokud sněmovní většina není jasná, nebo je nucena opřít se o hlasy sněmovní opozice, předsedou Sněmovny může být zvolen i zástupce opozičních stran. K tomu došlo v období let 1996–1998, kdy Sněmovnu vedl lídr opozice Miloš Zeman z ČSSDl, která tolerovala menšinovou vládu Václava Klause. V období 1998–2002 byl předsedou zvolen Václav Klaus z ODS, která podporovala menšinovou vládu Miloše Zemana. Nárok na obsazení předsedy komory nominantem ve volbách poražené ODS deklarovala tzv. opoziční smlouva. Mezi roky 2006–2010 Sněmovnu vedl představitel druhé ČSSD Miloslav Vlček z důvodu volebního patu.
První ženou ve funkci byla v letech 2010–2013 Miroslava Němcová z ODS. Pozici zastávali celkem čtyři zástupci ČSSD, tři z ODS a po jednom z ANO a TOP 09.

## Místopředsedové
Kromě předsedy Sněmovny tvoří předsednictvo tohoto orgánu rovněž proměnlivý počet místopředsedů. Obvykle se jedná o zástupce části dalších stran, které jsou zastoupeny v Poslanecké sněmovně. V historii České republiky byl počet místopředsedů od čtyř do šesti. 1. místopředsedu si ze zvolených místopředsedů vybírá předseda Sněmovny.